# IC 2307
IC 2307 је спирална галаксија у сазвјежђу Рак која се налази на листи објеката дубоког неба у Индекс каталогу.
Деклинација објекта је + 19° 26' 27" а ректасцензија 8h 20m 42,9s. Привидна величина (магнитуда) објекта IC 2307 износи 14,5 а фотографска магнитуда 15,3. IC 2307 је још познат и под ознакама CGCG 89-4, PGC 23417.